# كأس ألمانيا 2010–11
كأس ألمانيا 2010–11 (بالألمانية: DFB-Pokal 2010/11)‏ هو الموسم 68 من كأس ألمانيا. أشرف على تنظيمه اتحاد ألمانيا لكرة القدم، وكان عدد الأندية المشاركة فيه 64، وفاز فيه شالكه 04.